# Streblocera thayi
Streblocera thayi är en stekelart som beskrevs av Sergey A. Belokobylskij 2000. Streblocera thayi ingår i släktet Streblocera och familjen bracksteklar. Inga underarter finns listade i Catalogue of Life.